# ناحیه یانگچون
ناحیه یانگچون (کره‌ای: 양천구; لاتین‌نویسی اصلاح‌شده: Yangcheon-gu) یکی از ۲۵ نواحی سئول پایتخت کره جنوبی است که در جنوب غربی رود هان واقع شده‌است. در مرکز این ناحیه، منطقه موک-دونگ قرار دارد که در آن چندین مرکز خرید، بارها و رستوران‌ها، یک سالن اسکی روی یخ و ساختمان‌های مسکونی بزرگ وجود دارد و بیشتر خانواده‌های متوسط به بالا در آنها زندگی می‌کند.
کیم سو یونگ از حزب دموکراتیک که نخستین شهردار زن این ناحیه بوده‌است، از ژوئیه ۲۰۱۴ تا ژوئن ۲۰۲۲ در این سمت خدمت کرده‌است.

## خواهرخوانده
- ناحیه چائویانگ، چانگچون، چین
- سیتی آو بنکس تاون، نیو ساوت ولز، استرالیا
- اینچئون، گانگوا، کره جنوبی
- استان چونگ‌چونگ جنوبی، شهرستان بویو، کره جنوبی
- استان گیونگ‌سانگ شمالی، شهرستان اولجین، کره جنوبی
- استان جولا جنوبی، هواسون، کره جنوبی
- استان جولا جنوبی، سون‌چون، کره جنوبی
- استان ناگانو، ناگانو، ژاپن